# Solaris (2002.)
Solaris je znanstvenofantastični film iz 2002. godine režisera Stevena Soderbergha.  Snimljen je po istoimenom romanu poljskog pisca Stanislawa Lema iz 1961. koji je prvi put ekranizirao ruski režiser Boris Nirenburg 1968. godine.
Priča je smještena u budućnost; govori o psihologu Chrisu Kelvinu koji je poslan na svemirsku stanicu da istraži tamošnje čudne događaje. Stanica kruži oko misterioznog planeta Solaris, a na njoj se nalazi ekipa od dvoje znanstvenika budući su ostali članovi posade umrli u nerazjašnjenim okolnostima. Kelvin se sam uvjerava u čudna zbivanja kad tamo zatječe svoju suprugu Rheyu koja je godinama ranije počinila samoubojstvo o čemu Kelvina i dalje progone sjećanja.  
Film je drama, usredotočena na odnos Kelvina i Rheye, najavljivana kao znanstvenofantastična ljubavna priča. Solaris, koji je prikazan kao plinoviti planet, i problem komunikacije s njime su marginalizirani. I mnoge druge pojedinosti iz priče su izmijenjene u odnosu na roman. Lem je povodom izdavanja filma komentirao da njegov roman ne govori od erotskim problemima ljudi u svemiru te da je središnja tema susret s potpuno stranim vanzemaljskim bićem "zbog čega je roman nazvao Solaris, a ne Ljubav u svemiru". Za razliku od ekranizacije iz 1972., koja je kritički hvaljena, Soderberghova verzija je naišla na znatno lošije kritike i razočarenje među obožavateljima Tarkovskog.